# Holly Archer
Holly Archer (7 de noviembre de 1993) es una deportista británica que compite en atletismo, especialista en las carreras de mediofondo. Ganó una medalla de plata en el Campeonato Europeo de Atletismo en Pista Cubierta de 2021, en la prueba de 1500 m.

## Palmarés internacional
| Campeonato Europeo en Pista Cubierta | Campeonato Europeo en Pista Cubierta | Campeonato Europeo en Pista Cubierta | Campeonato Europeo en Pista Cubierta |
| Año                                  | Lugar                                | Medalla                              | Prueba                               |
| ------------------------------------ | ------------------------------------ | ------------------------------------ | ------------------------------------ |
| 2021                                 | Toruń (Polonia)                      | Medalla de plata                     | 1500 m                               |